# Phrynobatrachus njiomock
Espèce
Phrynobatrachus njiomock est une espèce d'amphibiens de la famille des Phrynobatrachidae.

## Répartition
Cette espèce est endémique du mont Oku au Cameroun. Elle se rencontre entre 2 219 et 2 400 m d'altitude.

## Publication originale
- Zimkus & Gvoždík, 2013 : Sky Islands of the Cameroon Volcanic Line: a diversification hot spot for puddle frogs (Phrynobatrachidae: Phrynobatrachus). Zoologica Scripta, vol. 42, p. 591-611.